# キャナド・インズ・ウィメンズ・クラシック
キャナド・インズ・ウィメンズ・クラシック (英語: Canad Inns Women's Classic) は、カナダ・マニトバ州ポーティジ・ラ・プレーリーで毎年10月に開催されているカーリング大会。ワールドカーリングツアーの大会のひとつ。2006-07シーズンから2013-14シーズンまでは旧グランドスラムとして構成されていた。

## 概要
2004年にカジノ・オブ・ウィニペグ・ウィメンズ・カーリング・クラシックとして開始し、2006-07シーズンよりグランドスラムに追加された。2009-10シーズンから2012-13シーズンまではウェイデン・トランスポーテーション・レディース・クラシックとして開催。2013-14シーズンをもってグランドスラムのラインナップから削除され、レギュラーツアーのひとつとなった。

## 結果
| 開催年                                                             | 優勝スキップ                                                 | 準優勝スキップ                                               | 賞金総額（CAD）                                              | 優勝賞金（CAD）                                              |
| カジノ・オブ・ウィニペグ・ウィメンズ・カーリング・クラシック       | カジノ・オブ・ウィニペグ・ウィメンズ・カーリング・クラシック | カジノ・オブ・ウィニペグ・ウィメンズ・カーリング・クラシック | カジノ・オブ・ウィニペグ・ウィメンズ・カーリング・クラシック | カジノ・オブ・ウィニペグ・ウィメンズ・カーリング・クラシック |
| ------------------------------------------------------------------ | ------------------------------------------------------------ | ------------------------------------------------------------ | ------------------------------------------------------------ | ------------------------------------------------------------ |
| 2004                                                               | シェリル・バーナード                                         | シャノン・クレイブリンク                                     | $50,000                                                      | $14,000                                                      |
| 2005                                                               | ジェニファー・ジョーンズ                                     | シャノン・クレイブリンク                                     | $45,000                                                      | $14,000                                                      |
| 2006                                                               | シェリー・アンダーソン                                       | ジェニファー・ジョーンズ                                     | $45,000                                                      | $14,000                                                      |
| 2007                                                               | シャノン・クレイブリンク                                     | ジェニファー・ジョーンズ                                     | $50,000                                                      | $15,000                                                      |
| 2008                                                               | ミシェル・イングロット                                       | ケリー・スコット                                             | $62,000                                                      | $16,000                                                      |
| マニトバ・ロッタリーズ・ウィメンズ・カーリング・クラシック         |                                                              |                                                              |                                                              |                                                              |
| 2009                                                               | ケリー・スコット                                             | ジェニファー・ジョーンズ                                     | $60,000                                                      | $15,000                                                      |
| 2010                                                               | チェルシー・キャリー                                         | キャシー・オーバートン                                       | $60,000                                                      | $15,400                                                      |
| 2011                                                               | ルネ・ソネンベリ                                             | ヘザー・ネドヒン                                             | $60,000                                                      | $15,500                                                      |
| 2012                                                               | ステファニー・ロートン                                       | レイチェル・ホーマン                                         | $60,000                                                      | $15,500                                                      |
| マニトバ・リカー& ロッタリーズ・ウィメンズ・カーリング・クラシック |                                                              |                                                              |                                                              |                                                              |
| 2013                                                               | ジェニファー・ジョーンズ                                     | ジル・サーストン                                             | $60,000                                                      | $15,400                                                      |
| キャナド・インズ・ウィメンズ・クラシック                           |                                                              |                                                              |                                                              |                                                              |
| 2014                                                               | ジェニファー・ジョーンズ                                     | ジル・サーストン                                             | $60,000                                                      | $15,300                                                      |
| 2015                                                               | 金恩貞                                                       | ジェニファー・ジョーンズ                                     | $60,000                                                      | $15,400                                                      |
| 2016                                                               | レイチェル・ホーマン                                         | 松村千秋                                                     | $60,000                                                      | $15,500                                                      |
| 2017                                                               | ニーナ・ロス                                                 | アンナ・ハッセルボリ                                         | $60,000                                                      | $15,500                                                      |
| 2018                                                               | チェルシー・キャリー                                         | ケリー・エイナーソン                                         | $60,000                                                      | $15,000                                                      |
| 2019                                                               | エレナ・シュテルン                                           | レイチェル・ホーマン                                         | $60,000                                                      | $15,000                                                      |
| 2020                                                               | 新型コロナウイルス（COVID-19）の感染拡大の影響により中止     | 新型コロナウイルス（COVID-19）の感染拡大の影響により中止     | 新型コロナウイルス（COVID-19）の感染拡大の影響により中止     | 新型コロナウイルス（COVID-19）の感染拡大の影響により中止     |